# Christian Heljanko
Christian Heljanko, född 2 april 1997 i Borgå, Finland, är en finländsk professionell ishockeymålvakt som spelar för Tappara i Liiga. Hans moderklubb är Porvoo Hunters och som junior spelade han för HIFK. Som junior tilldelades han flera utmärkelser såsom bästa spelare och bästa målvakt. Säsongen 2014/15 gjorde han seniordebut för Kiekko-Vantaa i Mestis. Han fick ett mindre genombrott den följande säsongen då han vann Mestis med Mikkelin Jukurit. Inför säsongen 2016/17 skrev han ett avtal med Tappara, men lånades ut till Lempäälän Kisa.
Mellan 2018 och 2024 var han ordinarie i Tappara. 2018 och 2019 tog han silver respektive brons med klubben. De tre sista av dessa säsonger vann han guld med Tappara tre år i följd. Utöver detta så utsågs han också tre år i följd till Liigas bästa målvakt och tilldelades Urpo Ylönen Award. 2024 fick han också Jari Kurri Award som går till slutspelets mest värdefulla spelare. Säsongen 2022/23 vann han Champions Hockey League med Tappara och utsågs till turneringens mest värdefulla spelare. 
Säsongen 2024/25 inledde han med Linköping HC i SHL, innan han anslöt till tyska ERC Ingolstadt i DEL i början av 2025. Sedan april samma år tillhör han åter Tappara.
Heljanko gjorde A-landslagsdebut 2021 och var uttagen att spela VM i Finland 2023.

## Karriär

### Klubblag

#### 2011–2016: Ungdoms- och juniorår
Heljanko föddes i Borgå men växte upp i Askola. Han började spela ishockey vid sju års ålder i Porvoo Hunters, från vilka Heljanko flyttade till Jokerit vid 12 års ålder och därifrån till HIFK ett år senare. Säsongen 2011/12 spelade han för HIFK:s U16-lag och tog ett finskt silver. I slutet av säsongen 2012/13 tog han brons med HIFK:s U16-lag. Säsongen 2013/14 spelade Heljanko i U18-laget och tilldelades både Esa Tikkanen Award och Jarmo Myllys Award som seriens bästa spelare respektive bästa målvakt. Utöver detta blev han uttagen till seriens första All Star-lag.
Under sin första säsong med HIFK:s J20-lag blev Heljanko som 17-årig lagets förstemålvakt. I december 2014 utsågs han till månadens rookie i ligan. I slutet av säsongen tilldelades Heljanko Jorma Valtonen Award som seriens bästa målvakt och blev uttagen till J20:s första All Star-lag. Han spelade sedan också för HIFK:s U18-lag med vilka han tog en silvermedalj. Under denna säsong blev han uppkallad till HIFK i Liiga där han under sex matcher fick agera andremålvakt. Under en match blev han också utlånad till Mestis där han spelade för Kiekko-Vantaa.
Inför säsongen 2015/16 skrev Heljanko ett ettårsavtal med HIFK. Han inledde säsongen som tredjemålvakt bakom Ville Husso och Kevin Lanki. En del av säsongen spelade han som utlånad till Kiekko-Vantaa i Mestis där han på nio matcher höll nollan vid ett tillfälle. Flest matcher spelade han dock för HIFK J20-lag där han i slutspelets hade bäst räddningsprocent (92,9%) av samtliga målvakter. Han blev återigen uppkallad till HIFK i Liiga för fyra matcher, där han dock aldrig fick speltid. Efter att HIFK J20-lag blivit utslagna i slutspelet blev Heljanko i mars 2016 snabbt inkallad för återstoden av säsongen med Mikkelin Jukurit inför den sjätte kvartsfinalmatchen mot Kiekko-Vantaa i Mestis slutspel. Jukurits två målvakter Juhana Aho och Mika Norja hade båda två ådragit sig skador. Övergången av målvakter var möjlig även efter deadline för övergångar. Heljanko tog rollen som Jukurits förstemålvakt och höll sedan nollan i de två första semifinalmatcherna mot KeuPa HT. Han höll också nollan i den femte matchen som avslutade serien. I finalserien mot Kajaani Hokki vann Jukurit med 4–0 i matcher; i den tredje matchen noterades Heljanko för ytterligare en hållen nolla. Han hade bäst räddningsprocent (93,9 %) och snitt för insläppta mål (1,35) i hela slutspelet.

#### 2016–2021: Etablering i Liiga

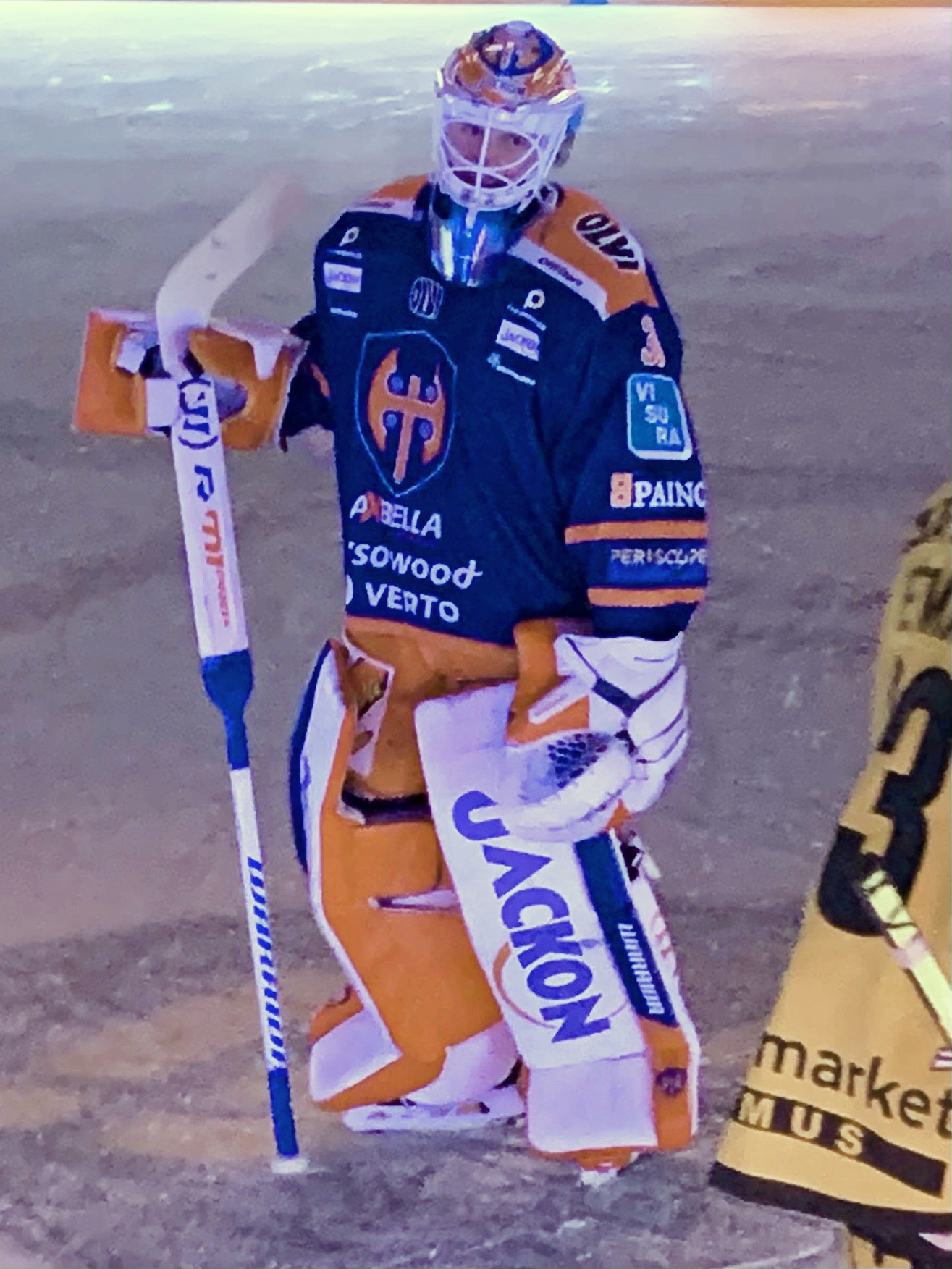
Heljanko med Tappara 2021.

Den 12 maj 2016 meddelades det att Heljanko skrivit ett ettårsavtal, med option på ytterligare två säsonger, med Tappara i Liiga. Han inledde säsongen 2016/17 som tredjemålvakt bakom Teemu Lassila och Dominik Hrachovina och spelade inte alls för Tappara under denna säsongen. Heljanko blev istället utlånad till LeKi i Mestis där han blev förstemålvakt. Heljanko startade alla utom tre av LeKis grundseriematcher och höll nollan vid ett tillfälle. Laget misslyckades att ta sig till slutspel varför Heljanko återvände till Tappara där han avslutade säsongen med J20-laget. I maj 2017 nyttjade klubben optionen i Heljankos kontrakt och förlängde därmed kontraktet med honom med ytterligare två år.
Heljanko var säsongen 2017/18 andremålvakt bakom Hrachovina. Han gjorde sin seniordebut för Tappara i Champions Hockey League den 4 oktober 2017 mot slovakiska Banská Bystrica. Med 26 räddningar noterades han i samma match för sin första hållna nolla i klubben. Han gjorde sin Liigadebut den 28 oktober 2017 mot Pelicans. Matchen var den 19:e i grundserien och innan dess hade Hrachovina startat i alla Tapparas grundseriematcher. I samma match höll Heljanko omedelbart sin första nolla i Liiga, som Tappara vann med 3–0. I sin tredje Liigamatch, den 25 november 2017, borta mot HIFK, blev Heljanko den målvakt med den längsta hållna nollan sedan ligadebuten, då han höll nollan i totalt 141 minuter och 10 sekunder. Den tidigare rekordsinnehavaren, Sasu Hovi, höll nollan i 127 minuter och 21 sekunder säsongen 2001/02. Han spelade totalt tolv grundseriematcher och två CHL-matcher under säsongen 2017/18 för Tappara. Under denna säsong spelade han också på lån för LeKi i Mestis. Heljanko spelade där fram till slutet av säsongen och spelade också i fyra slutspelsmatcher för klubben. Efter att LeKi slagits ut, återvände han till Tappara där han dock inte fick någon speltid i slutspelet. Laget tog sig till final, där man föll mot Kärpät med 4–2 i matcher.
Säsongen 2018/19 var Heljanko Tapparas förstemålvakt i Liiga. Han spelade 47 grundseriematcher och höll nollan vid fem tillfällen. Tappara slutade på andraplats i grundserien och i det efterföljande slutspelet tog man sig till semifinal genom att besegra Lukko med 4–0 i matcher. I semifinalserien mot HPK höll han nollan vid ett tillfällen, men Tappara föll i denna serie med 4–2 i matcher. I den efterföljande matchen om tredjepris vann laget mot HIFK efter förlängning och Heljanko tilldelades därmed ett brons.
Den 26 april 2019 bekräftades det att Heljanko förlängt sitt avtal med Tappara med ytterligare två säsonger. Denna säsong spelade han 28 grundseriematcher då han delade på målvaktsansvaret med Michael Garteig. Tappara slutade på tredjeplats i grundserietabellen i denna säsong som avbröts i förtid på grund av Covid-19-pandemin. Säsongen 2020/21 var Heljanko åter förstemålvakt i Tappara. Han höll nollan vid två tillfällen och i slutspelet slogs laget ut i semifinal av Lukko med 3–1 i matcher. I bronsmatchen föll man mot HIFK med 7–1.

#### 2021–2024: Tre guld med Tappara
Den 19 maj 2021 meddelades det att Heljanko skrivit en ettårig kontraktsförlängning med Tappara. I grundserien spelade han 49 matcher där 24 var vinster. Han höll nollan vid nio tillfällen, en toppnotering som Heljanko delade med Oskari Salminen från Mikkelin Jukurit även om Heljanko spelade sex matcher färre än Salminen. Tappara vann grundserien och i det följande slutspelet tog sig laget till final genom att besegra Lukko och Kookoo, båda med 4–1 i matcher. I finalserien ställdes man mot HC TPS där Heljanko i den femte och sista finalmatchen höll nollan i en 1–0-seger. Han gjorde 16 räddningar i denna match och tilldelades därmed sitt första finländska guld. Utöver detta tilldelades han Urpo Ylönen Award som går till Liigas bästa målvakt då han bland annat hade seriens bästa genomsnitt insläppta mål (1.78). Han blev för första gången också uttagen till Liigas All Star-lag. Tappara tog sig också till final i CHL där man dock besegrades av Rögle BK med 2–1. I slutet av Liigas grundserie, den 20 februari 2022, förlängde Heljanko sitt avtal med Tappara med ytterligare en säsong.
Säsongen 2022/23 spelade Heljanko 40 grundseriematcher, varav 24 vinster; trots 13 matcher färre spelade så tog han topplatsen Liigas segerstatistik tillsammans med Lukkos Artiom Zagidulin. Både i grundserien och i slutspelet höll han nollan vid tre tillfällen. I slutspelet tog sig laget för andra säsongen i följd till final, genom att slå ut Kookoo (4–0) och HIFK (4–1). I finalserien besegrades Pelicans med 4–1 i matcher där Heljanko höll nollan i seriens andra match. För andra säsongen i rad tilldelades han Urpo Ylönen Award och togs ut i Liigas All Star-lag. I CHL höll han nollan vid fyra tillfällen. Tappara vann turneringen och Heljanko utsågs till mästerskapets mest värdefulla spelare.
Den 28 april 2023 förlängde Heljanko sitt avtal med Tappara med ytterligare en säsong. Den följande säsongen spelade han 50 av Liigas 60 grundseriematcher, varav 27 segrar; med denna notering var han den målvakt i ligan med flest segrar. Efter sin 123:e seger med Tappara, den 6 januari 2023, passerade han Mika Lehdo över målvakter med flest segrar genom tiderna i klubben. Tillsammans med Jukurits Markus Ruusu var han den som stod för flest hållna nollor i grundserien, även om han spelade 14 matcher fler än Ruusu. Tappara vann grundserien och tog sig för tredje säsongen i följd till final i slutspelet. Man slog ut HC TPS (4–2) och Kalevan Pallo (4–1) i kvarts-, respektive semifinal. I finalserien vann man med 4–1 i matcher mot Pelicans. I den femte och sista matchen höll Heljanko nollan; totalt höll han nollan vid tre tillfällen under slutspelet. För tredje året i rad vann han guld med Tappara, vann Urpo Ylönen Award samt blev uttagen till Liigas All Star-lag. Urpo Ylönen Award blev han den andra i historien att vinna vid tre tillfällen, efter Juuso Riksman. Utöver detta tilldelades Heljanko dessutom Jari Kurri Award som slutspelets mest värdefulla spelare. Han blev den första målvakten på elva år att vinna detta pris. 

#### Från 2024: Linköping HC och ERC Ingolstadt

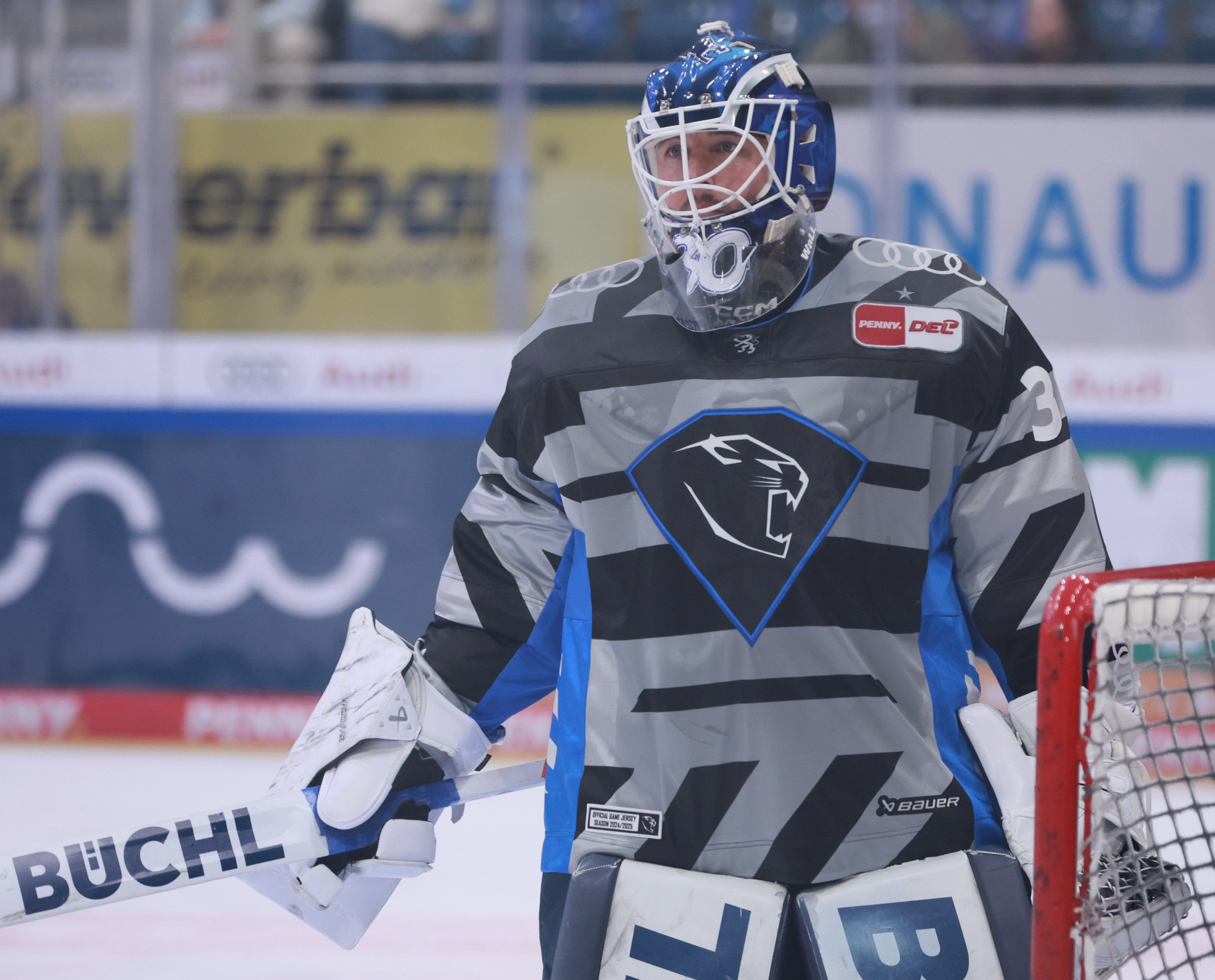
Heljanko med ERC Ingolstadt 2025.

Den 17 maj 2024 bekräftades det att Heljanko för första gången lämnat Finland för spel utomlands då han skrivit ett tvåårsavtal med Linköping HC i SHL. Han spelade sin första SHL-match den 21 september samma år då Brynäs IF besegrades med 3–2. Den 31 oktober höll han sin första nolla i serien då han räddade 18 skott i en 3–0-seger mot Malmö Redhawks. Efter att ha blivit utkonkurrerad av Jesper Myrenberg och suttit på bänken åtta matcher i följd bekräftades det den 24 januari 2025 att Heljanko i samförstånd med Linköping valt att bryta avtalet. Samtidigt stod det klart att han skrivit ett kontrakt med den tyska klubben ERC Ingolstadt i DEL. Heljanko spelade sex grundseriematcher för Ingolstadt och var i det följande slutspelet lagets förstemålvakt. I kvartsfinalserien slog man ut Nürnberg Ice Tigers med 4–2 i matcher och i den följande semifinalserien föll man med samma siffror mot Kölner Haie. På elva matcher noterades Heljanko för tre hållna nollor.
Den 24 april 2025 bekräftades det att Heljanko återvänt till Tappara då han skrivit ett fyraårsavtal med klubben.

### Landslag
Heljanko blev uttagen att representera Finland vid U18-VM i Schweiz 2015. Han fick dock ingen speltid under detta mästerskap och fick istället agera andremålvakt bakom Veini Vehviläinen. Finland tog sig till finalspel där man föll i förlängning mot USA med 2–1. Heljanko tilldelades därmed ett silver.
Han gjorde sin A-landslagsdebut i den andra matchen av Channel One Cup den 19 december 2021, i en match mot Kanada. Heljanko gjorde 17 räddningar som slutade med en 4–1-seger för Finland. Han höll nollan för första gången i A-landslaget i sin tredje match, öppningsmatchen i Karjala Tournament, den 9 november 2023 mot Schweiz. Heljanko stod för 25 räddningar i matchen som slutade med en 4–0-seger för Finland. Han representerade Finland vid VM 2023 i Finland. Han fick dock ingen speltid i detta mästerskap då han främst agerade tredjemålvakt.

## Statistik
M = Matcher; V = Vinster; F = Förluster; O = Oavgjorda; MIN = Spelade minuter; IM = Insläppta Mål; R = Antal räddningar; N = Hållit nollan; GIM = Genomsnitt insläppta mål per match; R% = Räddningsprocent
| 2014–15       | Kiekko-Vantaa    | Mestis        | 1   | 0   | 1  | 0  | 60     | 4   | 23    | 0  | 4.01 | 85.2 | —  | —  | —  | — | —     | —   | —     | — | —    | —    |
| 2015–16       | Kiekko-Vantaa    | Mestis        | 9   | 2   | 1  | 5  | 437    | 22  | 195   | 1  | 2.65 | 89.9 | —  | —  | —  | — | —     | —   | —     | — | —    | —    |
| 2015–16       | Mikkelin Jukurit | Mestis        | —   | —   | —  | —  | —      | —   | —     | —  | —    | —    | 11 | 9  | 2  | 0 | 710   | 16  | —     | 4 | 1.35 | 93.9 |
| 2016–17       | LeKi             | Mestis        | 47  | 18  | 23 | 5  | 2 809  | 130 | 1 397 | 1  | 2.82 | 91.4 | —  | —  | —  | — | —     | —   | —     | — | —    | —    |
| 2017–18       | Tappara          | Liiga         | 12  | 6   | 2  | 4  | 727    | 27  | 285   | 2  | 2.23 | 91.4 | —  | —  | —  | — | —     | —   | —     | — | —    | —    |
| 2017–18       | LeKi             | Mestis        | 14  | 5   | 4  | 5  | 849    | 38  | 434   | 0  | 2.71 | 91.9 | 4  | 1  | 3  | 0 | 289   | 8   | 174   | 0 | 2.00 | 95.6 |
| 2018–19       | Tappara          | Liiga         | 47  | 21  | 17 | 8  | 2 753  | 114 | 1 058 | 5  | 2.43 | 90.3 | 11 | 7  | 4  | 0 | 633   | 23  | 243   | 1 | 2.09 | 91.4 |
| 2019–20       | Tappara          | Liiga         | 28  | 15  | 3  | 9  | 1 683  | 57  | 636   | 1  | 2.03 | 91.8 | —  | —  | —  | — | —     | —   | —     | — | —    | —    |
| 2020–21       | Tappara          | Liiga         | 43  | 18  | 15 | 10 | 2 557  | 89  | 902   | 2  | 2.09 | 91.0 | 9  | 4  | 5  | 0 | 519   | 21  | 214   | 1 | 2.40 | 91.1 |
| 2021–22       | Tappara          | Liiga         | 49  | 24  | 11 | 13 | 2 901  | 86  | 993   | 9  | 1.78 | 92.0 | 15 | 11 | 3  | 0 | 868   | 23  | 304   | 1 | 1.59 | 93.0 |
| 2022–23       | Tappara          | Liiga         | 40  | 24  | 7  | 9  | 2 419  | 89  | 728   | 3  | 2.21 | 89.1 | 14 | 12 | 2  | 0 | 874   | 21  | 303   | 3 | 1.42 | 93.5 |
| 2023–24       | Tappara          | Liiga         | 50  | 27  | 10 | 11 | 2 902  | 108 | 1 184 | 7  | 2.23 | 91.6 | 16 | 12 | 4  | 0 | 1 010 | 29  | 403   | 3 | 1.72 | 93.3 |
| 2024–25       | Linköping HC     | SHL           | 21  | 7   | 12 | 0  | 1 222  | 59  | 469   | 1  | 2.90 | 88.8 | —  | —  | —  | — | —     | —   | —     | — | —    | —    |
| 2024–25       | ERC Ingolstadt   | DEL           | 6   | 4   | 2  | 0  | 358    | 13  | 131   | 0  | 2.18 | 91.0 | 11 | 6  | 5  | 0 | 675   | 23  | 242   | 3 | 2.04 | 91.3 |
| Liiga totalt  | Liiga totalt     | Liiga totalt  | 269 | 135 | 65 | 64 | 15 942 | 570 | 5 786 | 29 | 2.14 | 91.0 | 65 | 46 | 18 | 0 | 3 904 | 117 | 1 467 | 9 | 1.79 | 92.6 |
| Mestis totalt | Mestis totalt    | Mestis totalt | 71  | 25  | 29 | 15 | 4 155  | 194 | 2 049 | 2  | 2.80 | 91.3 | 11 | 9  | 2  | 0 | 710   | 16  | —     | 4 | 1.35 | 93.9 |